# Alfred Evers
Alfred „Fred“ Evers (* 13. Mai 1935 in Eupen; † 19. November 2018 ebenda) war ein belgischer Geschäftsmann und Politiker der liberalen Partei für Freiheit und Fortschritt (PFF). Evers war über mehrere Jahrzehnte lang Mitglied in verschiedenen Parlamenten und von 1999 bis 2004 Präsident des Parlaments der Deutschsprachigen Gemeinschaft. Auf lokaler Ebene war er langjähriges Mitglied des Stadtrates und von 1977 bis 2000 Bürgermeister von Eupen. Im Jahr 2001 erhielt er den Titel „Ehrenbürgermeister“.

## Leben
Die politische Karriere von Alfred Evers begann im Jahr 1974, als er aufgrund einer günstigen Listenzusammenstellung für die liberale Partei PFF in die Abgeordnetenkammer gewählt wurde. Dort konnte er mitunter die Interessen der ostbelgischen deutschsprachigen Minderheit vertreten und war an verschiedenen Gesetzesinitiativen beteiligt, die schlussendlich auf die Schaffung der Deutschsprachigen Gemeinschaft hinausliefen. Der parlamentarische Werdegang Evers führte ihn von der Abgeordnetenkammer über den Senat und das Wallonische Parlament schließlich in das Parlament der Deutschsprachigen Gemeinschaft, wo er von 1999 bis 2004 den Vorsitz innehatte.
Auf lokaler Ebene gewann Fred Evers im Jahr 1977 die Bürgermeisterwahl von Eupen und behauptete sich 24 Jahre lang in diesem Amt. Im Jahr 2000 erfuhr Evers eine Niederlage gegen seinen christlich-sozialen Nachfolger Elmar Keutgen (CSP) und zog sich daraufhin aus der Kommunalpolitik zurück. Im Oktober 2001 erhielt Evers die Urkunde der am 21. Juni 2001 durch königlichen Erlass bestätigten Ernennung zum Ehrenbürgermeister.
Im Jahr 2012, nachdem die PFF wieder die Mehrheit im Eupener Stadtrat bilden konnte, startete Evers ein Comeback als Finanz- und Kulturschöffe unter Bürgermeister Karl-Heinz Klinkenberg (PFF). Aus Gesundheitsgründen trat Evers etwa ein Jahr später von dieser Funktion wieder ab und beendete definitiv seine politische Karriere.
Beruflich war Evers als Verwalter verschiedener Firmen im Transport- und Logistikbereich tätig und leitete zeitweise den belgischen Straßentransportverband Febetra (französisch Fédération belge des transporteurs routiers). Auch war er Mitglied des Verwaltungsrates des sogenannten Gemeindeholdings, einer Holdinggesellschaft zahlreicher belgischer Gemeinden, die Anteilhaberin der durch die Finanzkrise gebeutelten Dexia-Bank war.

## Übersicht der politischen Ämter
- 1974–1977: Mitglied der Abgeordnetenkammer
- 1974–2009: Mitglied des Rats der deutschen Kulturgemeinschaft (RdK), des Rats der Deutschsprachigen Gemeinschaft (RDG) und des Parlaments der Deutschsprachigen Gemeinschaft (PDG)
- 1977–1978: Kooptierter Senator
- 1977–2000: Bürgermeister der Stadt Eupen
- 1977–2006: Mitglied des Eupener Stadtrates
- 1978–1985: Mitglied der Abgeordnetenkammer
- 1985–1995: Kooptierter Senator bzw. Provinzialer Senator
- 1988–1994: Mitglied des Provinzalrats von Lüttich
- 1988–1999: Mitglied des Wallonischen Regionalrats und des Wallonischen Parlaments
- 1999–2004: Präsident des Parlaments der Deutschsprachigen Gemeinschaft
- 2012–2013: Mitglied des Eupener Stadtrates und Eupener Finanz- und Kulturschöffe